# Leidos
Leidos Holdings, früher unter dem Namen Science Applications International Corporation (SAIC) bekannt (nicht mit dem unter diesem Namen seit dem 27. September 2013 operierenden Unternehmen SAIC und nicht mit dem Automobilhersteller SAIC Motor zu verwechseln) ist ein US-amerikanischer Softwarehersteller, der Lösungen zur Informationssicherheit, Systemintegration und Datenanalyse in den drei Märkten der nationalen Sicherheit, Gesundheit und Industrieanwendungen vertreibt. Zu den Kunden von Leidos gehören sowohl US-amerikanische als auch nicht-amerikanische Polizeibehörden, Nachrichtendienste, Fusion Center, Gesundheitsbehörden oder Militärs. Nach eigenen Angaben wurden im Geschäftsjahr 2013/14 ca. 78 % der Einnahmen durch US-Behörden, primär im nachrichtendienstlichen Bereich erzielt.

## Geschäftsbereiche

### Gesundheit
Im Segment Gesundheit arbeitet Leidos für drei prinzipielle Kundengruppen
Kommerzielle Lösungen
Leidos bietet Lösungen zu Elektronische Gesundheitsakten für kommerzielle Krankenhäuser an. Zusätzlich wird Unternehmensberatung in diesem Zusammenhang angeboten.
US-Staatliche Gesundheitsbehörden
Es werden Lösungen für die elektronische Gesundheitsakte für die Gesundheitsbehörden angeboten sowie die Akten für das aktive und inaktive amerikanische Militär.
Biowissenschaften
Mit ca. 1800 Mitarbeitern werden in diesem Geschäftsbereich staatliche und nichtstaatliche Forschungsinstitute mit Softwarelösungen und Dienstleistungen bedient. Im eigenen Labor werden Auftragsarbeiten zur Genforschung, Proteinforschung, biomedizinische Datenverarbeitung, pharmazeutische Entwicklung und Management von klinischen Tests angeboten.

### Technische Anwendungen
Technische Lösungen beziehen sich auf zivile Problemstellungen, wo die Beschränkungen und Anforderungen an die Geheimhaltung nicht denen im nachrichtendienstlichen oder Gesundheits-Bereich ähneln.
Lösungen für Prozessindustrien
Leistungen für Großunternehmen, beispielsweise für Erdölraffinerien und andere.
Sicherheitslösungen
Lesesysteme für Kennzeichen von LKW und PKW, Sprengstoffdetektoren für Flughäfen und Strahlungsdetektoren für Grenzübergänge und Häfen.
Stromnetzlösungen
Steuerungen für das Stromnetz bis hin zu einer Smart-Grid-Lösung als Dienstleistung.
Anwendungen für staatliche Stellen
Consulting und Entwicklung von Lösungen für technische Problemstellungen der Streitkräfte, beispielsweise Umweltangelegenheiten wie Bewertung von Umweltrisiken.
Beratungsleistungen für die Finanzindustrie
Beratung von Kreditgebern von großtechnischen Anlagen mit technischem Know-how und Bewertungen bis hin zu einer Projektüberwachung im Auftrag der Geldgeber.

### Lösungen für die Nachrichtendienste
Lösungen in diesem Bereich konzentrieren sich auf Anforderungen des Verteidigungsministeriums der Vereinigten Staaten (DoD), die einzelnen Waffengattungen, das Ministerium für Innere Sicherheit der Vereinigten Staaten, andere Behörden und ausländische Verbündete der Vereinigten Staaten.
Technologie
Leidos liefert technische Lösungen für militärische und geheimdienstliche Zwecke.
Nachrichtendienste
Leidos liefert Technologie und Software für Cloud-Lösungen für das Militär, Analyse von großen Datenvolumen aus strukturierten oder unstrukturierten Daten und Entwicklungen zur zeitnahen Lösung von Vor-Ort-Problemen der Auftraggeber. Ein typisches Produkt ist beispielsweise das Programm XKeyscore.
Datensicherheitslösungen
Leidos liefert Lösungen zur Datensicherheit bezüglich der Speicherung, Zugriff und Übermittlung, beispielsweise hat Leidos das Law-Enforcement-Online-System des FBI entwickelt.

## Geschichte
Die Gründung im Februar 1969 geht auf John Robert Beyster, einen Nuklearphysiker, vormals in Diensten von General Atomics, zurück. Beyster gründete sein Unternehmen in La Jolla (Kalifornien) und erarbeitete einen Businessplan, nach dem Fachleute Ideen entwickelten und diese Ideen an Regierungsstellen verkaufen mussten. 1970 öffnete das SAIC-Büro in Washington, D.C., wo bald mehr Beschäftigte arbeiteten als an irgendeinem anderen Standort. Gleichzeitig warb Beyster hochrangige Militärangehörige, Diplomaten, Spione und Mitglieder des Kabinetts an, um die Führungsriege von SAIC zu formen. Diese Riege sicherte ständigen Kontakt zu den Regierungsstellen, denen die Ideen der Experten verkauft werden sollten. Unter den Mitarbeitern finden sich der spätere Verteidigungsminister der USA, Robert Gates, der ehemalige Staatssekretär im Verteidigungsministerium John M. Deutch, der Projektleiter in der Entwicklung der Polaris-U-Boote, Konteradmiral William Raborn, der NSA- und CIA-Chef Bobby Ray Inman, Melvin R. Laird und William Perry. Die Situation wird in der amerikanischen Presse als „Drehtür“ bezeichnet. Nach 38 Jahren in der NSA wurde William B. Black 1997 Vizepräsident von SAIC, nur um 2000 wieder eine Position bei der NSA zu übernehmen. Für erfolgreiche Angebote wurden Aktien als Bonus ausgegeben, wodurch auch Personen, die wieder in den Staatsdienst traten, weiterhin Erträge aus den Kontrakten für SAIC erhielten.
Zwei Jahre nach Blacks Rückkehr zur NSA entwickelte SAIC im Auftrag der NSA das Computersystem Trailblazer, eine technische Infrastruktur, mit der die NSA die Telefongespräche, den E-Mail-Verkehr und andere elektronische Kommunikation verwalten sollte, die sie weltweit abhört. Nach vier Jahren und über einer Milliarde US-Dollar wurde das Vorhaben 2005 schließlich aufgegeben, nachdem das Vorhaben in Folge der Veröffentlichungen des NSA-Whistleblowers Thomas Drake bekannt geworden war und in die Kritik geriet. SAIC übernahm das kurz danach gestartete Nachfolgeprojekt ExecuteLocus, das anstelle von Trailblazer realisiert wurde.
Virtual Case Files war ein Projekt von SAIC im Auftrag des FBI, mit dem das FBI beispielsweise Mitschriften von abgehörten Gesprächen, Finanztransaktionen und anderen Fahndungsakten verwalten wollte. Das Projekt wurde nach drei Jahren als der „meist veröffentlichte Softwarefehler in der Geschichte“ abgebrochen.
2003 erzwang der Aufsichtsrat den Rücktritt Beysters, und Kenneth Dahlberg, Topmanager von General Dynamics, übernahm die Leitung des Unternehmens. Im Oktober 2006 ging SAIC schließlich an die Börse.
In 2007 bezeichnen die amerikanischen Journalisten und Pulitzer-Preisträger Donald L. Barlett und James B. Steele SAIC als den größten und mächtigsten „Body Shop“. Body Shop ist die Bezeichnung für Unternehmen, die Regierungsaufgaben übernehmen, die in einer stetig verkleinerten Verwaltung nicht mehr durch Beamte ausgeführt werden können. Anders als private Sicherheits- und Militärunternehmen stellt SAIC aber nicht Kämpfer, sondern übernimmt die Denk- und Wissensaufgaben mit Wissen über Waffen, innere Sicherheit, Überwachung, Computersysteme, Informationsdominanz und Cyberkrieg.

### Trennung zwischen SAIC und Leidos
Im Februar 2013 kündigte der Chief Executive Officer, Ex-General John P. Jumper, eine Aufspaltung des Unternehmens an, wobei der Spin-off den Namen SAIC beibehalten solle und der größere Teil unter dem Namen Leidos operieren würde. Der Name Leidos wurde nach Unternehmensangaben aus dem Wort Kaleidoskop herausgelöst, um die Unternehmensfähigkeit auszudrücken, „Lösungen aus verschiedenen Blickwinkeln zu vereinen“. Am 27. September 2013 wurde ein Teil des Geschäfts mit dem Namen Science Applications International Corporation (New SAIC) abgetrennt und als separates Unternehmen am Aktienmarkt platziert. Im Rahmen dieses Spin-offs wurde der Name von SAIC in Leidos geändert. Der Spin-off wird damit begründet, dass Beschränkungen aufgrund der engen Zusammenarbeit mit Behörden diesen Teil des Geschäfts nachteilig beeinflussten.
Ende 2013 bis Anfang 2014 kam es bei Leidos, möglicherweise ausgelöst durch schlechte Unternehmenskennzahlen, zu Rücktritten von Führungspersonal. So trat der Leiter der Abteilung Gesundheitsleistungen, Joe Craver, zurück. Seine Führungsrolle wurde vorübergehend vom CEO Jumper übernommen und bis zum April 2014 noch nicht neu vergeben. Jumper selbst hatte mit Veröffentlichung des Jahresabschlusses 2013/14 seinen Rücktritt zum nächstmöglichen Zeitpunkt angekündigt. Ein möglicher Nachfolger Jumpers, Chief Operating Officer K. Stuart („Stu“) Shea kündigte am 27. März 2014 ebenfalls seinen Rückzug zum 6. April 2014 an.
Jumper wurde im Juli 2014 durch den vormaligen Boeing-Manager Roger Krone abgelöst. Krone hielt sich als CEO bis in den Mai 2023, als er von Thomas Bell abgelöst wurde, der seinen vormaligen Posten als CEO von Rolls-Royce North America verließ.

### Entwicklungsarbeit, Projekte
Im Februar 2024 erhielt Leidos von der Defense Intelligence Agency einen Auftrag über 143 Millionen US-Dollar zur Entwicklung eines TCPED-Systems (Tasking, Collection, Processing, Exploitation and Dissemination) für die DIA. Im Dezember 2024 hat das Unternehmen von der National Geospatial-Intelligence Agencys Office of Geography and Source Strategies Office einen potenziellen Auftrag über 107 Millionen Dollar für GEOINT-Produkte (Geospatial Intelligence) erhalten. Auftragsgegenstand ist die Lieferung geografischer, topografischer und Open-Source-Datenprodukte, welche für die Aufgabenerfüllung der Behörde im täglichen Betrieb benötigt werden.